# Bad Homburg Open 2023 - Qualificazioni singolare
Le qualificazioni del singolare del Bad Homburg Open 2023 sono state un torneo di tennis preliminare per accedere alla fase finale della manifestazione. Le vincitrici dell'ultimo turno sono entrate di diritto nel tabellone principale. In caso di ritiro di una o più giocatrici aventi diritto, a queste sono subentrate le Lucky loser, ossia le giocatrici che hanno perso nell'ultimo turno ma che avevano una classifica più alta rispetto alle altre partecipanti che avevano comunque perso nel turno finale.

## Teste di serie
1. Nadia Podoroska (ultimo turno, lucky loser)
2. Kateryna Baindl (qualificata)

1. Maryna Zanevs'ka (qualificata)
2. Claire Liu (qualificata)

## Qualificate
1. Jil Teichmann
2. Kateryna Baindl

1. Maryna Zanevs'ka
2. Claire Liu

### Lucky loser
1. Katie Volynets
2. Nadia Podoroska

1. Lena Papadakis

## Tabellone

### Legenda
| - Q = Qualificato - WC = Wild card - LL = Lucky loser | - ALT = Alternate - SE = Special Exempt - PR = Protected Ranking | - w/o = Walkover - r = Ritirato - d = Squalificato |

### Sezione 1
|  | Ultimo turno |                 |                 |   |   |  |
|  |              |                 |                 |   |   |  |
|  | 1            | Nadia Podoroska | Nadia Podoroska | 5 | 3 |  |
|  |              | Jil Teichmann   | Jil Teichmann   | 7 | 6 |  |

### Sezione 2
|  | Ultimo turno |                 |   |   |   |  |
|  |              |                 |   |   |   |  |
|  | 2            | Kateryna Baindl | 6 | 0 | 6 |  |
|  |              | Katie Volynets  | 2 | 6 | 4 |  |

### Sezione 3
|  | Ultimo turno |                  |    |   |   |  |
|  |              |                  |    |   |   |  |
|  | 3            | Maryna Zanevs'ka | 7  | 3 | 6 |  |
|  | WC           | Lena Papadakis   | 65 | 6 | 3 |  |

### Sezione 4
|  | Ultimo turno |            |            |    |    |  |
|  |              |            |            |    |    |  |
|  | 4            | Claire Liu | Claire Liu | 7  | 7  |  |
|  | WC           | Mara Guth  | Mara Guth  | 61 | 61 |  |